# Barret militar

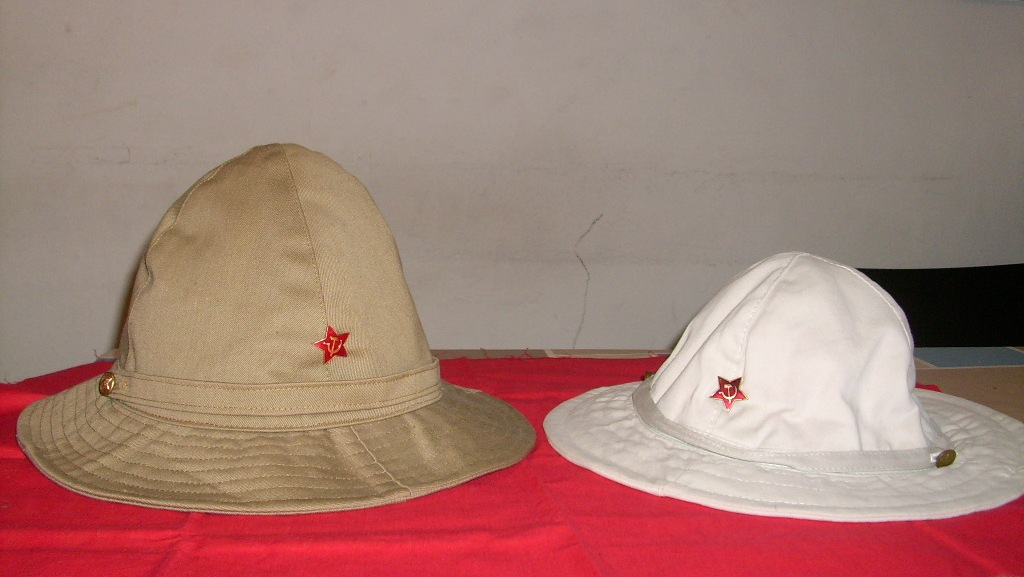
Barret militar: panamka soviètics, models dels anys trenta (exemplars dels vuitanta)

El barret militar ha tingut un paper destacadíssim en la uniformologia, i encara hi conserva una presència notable.

## Segle XVII: el xamberg
Des dels inicis dels uniformes militars pròpiament dits, a mitjan segle xvii, el barret fou la lligadura predominant. Al principi era del mateix tipus que els civils coetanis: tou, de feltre, d'ales amples i, generalment, amb una ala plegada: allò que s'anomena xamberg. Sovint s'ornava de plomall.

## Segle XVIII: tricorn i bicorn
Pels volts del 1700, i per multiplicitat de plegaments, l'evolució del xamberg ja havia donat pas a un altre tipus de barret, el tricorn, que predomina durant la major part del segle xviii, fins a ésser substituït pel bicorn cap al 1790. Aquests barrets foren la lligadura bàsica dels exèrcits en aquest període, si bé determinats cossos especials usaven altra mena de lligadures (privatives).

## Seglexix: Europa
Entorn del 1800 conclou l'edat d'or del barret militar, en imposar-se altra mena de lligadures (primer el xacó, més endavant el quepis, el xacó baix, casquets diversos, etc.) que l'arraconen a usos o a territoris molt específics.
A Europa, en efecte, l'ús del barret esdevingué summament especialitzat a partir dels volts de 1800:
- El copalta fou la lligadura bàsica dels exèrcits danès i suec[1] durant les guerres napoleòniques, fins que acabaren adoptant el xacó. En altres exèrcits del mateix període usaven copalta determinades unitats o cossos (per exemple, els marines britànics). Durant les revolucions alemanyes de 1848 força milícies ciutadanes usaren copaltes com a lligadura.
- En el període de les guerres revolucionàries i napoleòniques, els caçadors (infanteria lleugera) de molts exèrcits tingueren com a lligadura característica el barret cors, un copalta arranjat com a xamberg, i a voltes emplomallat. El dels caçadors austríacs fou el model més famós, i també el més durador, fins ben endins del segle XIX: el barret de Jäger fou un barret cors emplomallat fins al 1861, en què esdevingué copalta emplomallat, ja sense plec d'ala.
- El barret emplomallat (o sia, ornat d'una sola ploma o bé d'un plomall) fou la lligadura característica de certes armes o cossos fins a inicis del segle XX: per exemple, el barret dels Jäger austríacs (i després austrohongaresos);[2] i els barrets de feltre rígid de copa semiesfèrica i ala perimetral plana, sempre de disseny inconfusible, dels bersaglieri italians (berretto da bersagliere, dit col·loquialment moretto)[3] i dels fusellers de Podhale polonesos (kapelusz podhalański, 'barret de Podhale').[4] Els dos cossos darrers el conserven encara avui, almenys per a gala. El barret emplomallat dels alpini italians (barret alpí, cappello alpino), adoptat el 1873, continua en vigor per a tot ús, llevat de campanya.[5]

## El cas peculiar dels EUA
Durant els segles xix i xx l'exèrcit estatunidenc ha estat pràcticament l'únic del món euròpid a fer un ús important i continuat del barret com a lligadura bàsica (i no únicament tropical).
Des del 1858 s'hi usaren diversos models consecutius de barret de feltre com a lligadura de campanya (campaign hat) --en alternança amb el quepis, en la pràctica--, i generalment d'estil stetson.
El 1911 s'adoptà el cèlebre Montana peak (oficialment, service hat), similar al barret de la Policia Muntada del Canadà, i vigent fins al 1941, en què el substituí el casquet de caserna. De llavors ençà el Montana peak resta com a lligadura exclusiva dels sergents instructors.

## Segles XIX-XXI
Emperò, la pauta internacional d'ençà el 1800 ha estat que el barret es reservés per a tropes actuants en climes molt càlids, en què pren forma, bé de barret tou d'ala ampla (de feltre o, a partir del segle xx, sovint de roba), bé de xamberg (com l'anterior, però amb una ala plegada, i generalment fet de feltre), bé de barret de palla. En aquest ús i en aquests formats, el barret ha conegut reviscolaments notables en la segona meitat del segle xix i al llarg del segle xx.

### Barrets tous
El barret tou, de feltre, fou típic dels irregulars bòers al darrer quart del segle xix (també usaven xamberg).
D'ençà 1909 la lligadura de feineig dels guardacostes estatunidencs fou l'anomenat Daisy Mae, un barret tou de roba, de copa semiesfèrica i ala mitjana i flonja, estretament emparentat amb el barret de pescador i, alhora, probable precedent del posterior barret de jungla. El 1937 es generalitzà a tot l'exèrcit estatunidenc com a lligadura del nou uniforme de feineig m. 1937 (M. 1937 work uniform), tot en roba texana blava. El 1941 passà a confeccionar-se en HBT (herringbone twill, 'sarja espigada') verd sàlvia (sage green), com la resta del nou uniforme de feineig m. 1941 (M. 1941 work uniform, col·loquialment HBT fatigues) de què passava a formar part. En principi el Daisy Mae es preveia com a lligadura de feineig per al gruix de l'exèrcit, però en la pràctica s'hi popularitzà la lligadura alternativa d'aquest uniforme: la gorra HBT (HBT cap), teòricament privativa de certes forces especials. En conseqüència, el 1943 el Daisy Mae es deixà a extingir.
Des de 1916 fins a 1962 la lligadura emblemàtica de l'exèrcit neozelandès fou l'anomenat lemon squeezer ('espremedor de llimones'), un barret tou, de feltre, de disseny força similar al Montana peak estatunidenc; creat el 1911 pel tinent coronel William Malone per al seu regiment de Fusellers de Taranaki (tot arrugant la copa d'un xamberg desplegat), i generalitzat a tot l'exèrcit el 1916, fou abandonat el 1962 (en benefici de la boina de campanya i de la gorra de plat de passeig) i recuperat el 1977, ara com a lligadura de gala. El 2012 se n'anuncià la substitució per part del Mounted Rifles hat (el xamberg australià amb l'ala desplegada).
A cavall dels anys vint i trenta l'Exèrcit Roig adoptà un barret tou per a ús tropical (l'anomenat panamka), de roba, amb la copa en punta, segurament per parentiu amb la budiónovka coetània. Confirmat el 1938, aquest model restarà en vigor fins al 1989 (en què vindrà a substituir-lo un barret de jungla).
En els primers anys d'existència, la Legió espanyola (fundada el 1920) dugué un barret tou de roba (sombrero de lona pespunteada), de copa semiesfèrica, com a alternativa estiuenca al casquet de caserna que li esdevindrà característic. A partir de 1921 l'ús d'aquest barret s'estengué a totes les tropes espanyoles desplegades al Marroc; un model molt similar, si no idèntic, fou lligadura d'estiu de tot l'exèrcit espanyol en 1926-1930. Alguns exemplars tenien fermall per a fixar l'ala esquerra alçada, i potser per això el barret fou conegut col·loquialment com a chambergo ('xamberg'), tot i que la majoria d'exemplars no ho eren pas i que el més habitual era dur les ales desplegades.
Les tropes britàniques d'Àsia usaren un barret tou de roba, d'ala mitjana, en 1944-1950. El 1950 el substituïren pel barret de jungla, de roba, conegut primer com a jungle hat i finalment com a bush hat. Popularitzat per la versió estatunidenca sota el nom de boonie hat (1967-1968), avui dia aquest és el barret tropical de campanya més usat internacionalment.
Un tipus peculiar de barret tou d'ús militar, característic de l'exèrcit israelià des de la naixença (1948), és el kova témbel ('barret ridícul'), d'ala curta i flonja, molt similar al barret de pescador. També fou d'ús civil fins als anys setanta, i ha esdevingut tot un símbol nacional.

### Xambergs
El xamberg, usualment de feltre, és la lligadura emblemàtica de l'exèrcit australià des de 1885 (l'anomenat slouch hat).
El xamberg de tipus australià també fou lligadura tropical de l'exèrcit britànic d'ençà del 1899 almenys (quan fou adoptat durant la Guerra dels Bòers) i fins al 1955; primer com a alternativa del casc colonial, després convivint amb barrets de roba d'ala desplegada. Els gurkhes de l'exèrcit britànic en conserven una versió privativa.
L'exèrcit neozelandès usà el xamberg d'estil australià entre 1899 i 1916, sota el nom de Mounted Rifles hat, tot i que pels volts de 1910 ja era ús característicament neozelandès dur-lo amb l'ala desplegada. El recuperà l'any 2000 com a lligadura de diari i feineig, un cop més amb les ales desplegades (amb la qual cosa ve a ésser més aviat un barret tou de tipus genèric).
El xamberg pròpiament dit també fou típic de les tropes colonials alemanyes d'Àfrica (Südwester).
Durant les guerres d'Indoxina i d'Algèria l'exèrcit francès usà un xamberg imitat de l'australià, però de roba (chapeau de brousse, m. 1949).

### Barrets de palla
El barret de palla, en la versió de canotier, fou habitual en la segona meitat del segle xix i a inicis del XX com a lligadura alternativa d'estiu per a la marineria en nombroses armades.
El barret de palla, sota el nom de jipijapa, també fou la lligadura de campanya de les tropes colonials espanyoles a Cuba i Filipines (amb l'uniforme de mil ratlles), així com la dels insurrectes respectius.
El barret mexicà, típicament de palla, fou la lligadura més habitual entre els combatents de les guerres de la Revolució Mexicana (1910-1920).

### Barret femení
En moltes forces armades actuals la lligadura més característica del personal femení és un barret de dimensions contingudes i amb totes dues ales plegades; generalment es duu quan s'usa faldilla, i en aquelles ocasions que el personal masculí es cofa amb gorra de plat. Aquest model tan peculiar és disseny estatunidenc, i sorgí durant la Segona Guerra Mundial.

Barret cors emplomallat (ací, en versió civil)
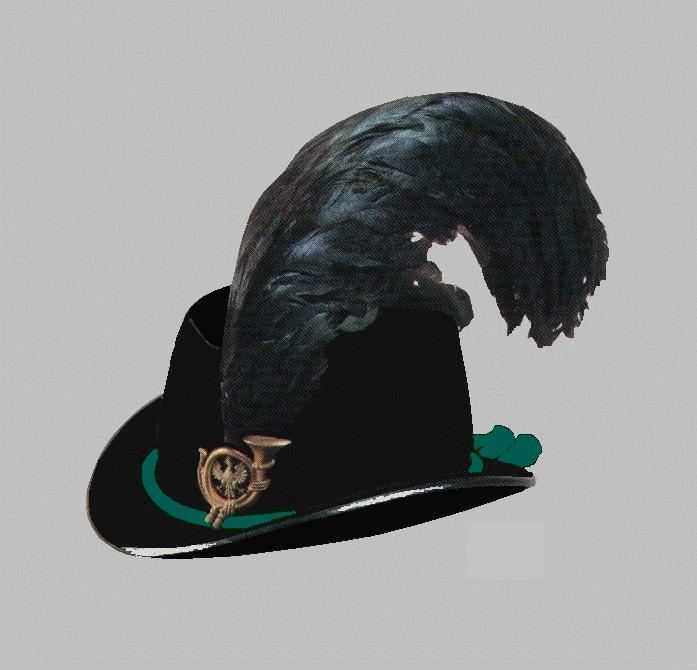
Barret de Jäger austrohongarès (Jägerhut) en la configuració post 1861
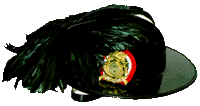
Barret de bersagliere italià (cappello da bersagliere, col·loquialment moretto)
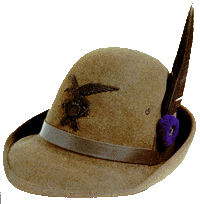
Barret alpí italià (cappello alpino)
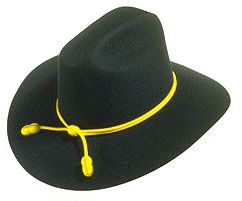
Barret de cavalleria estatunidenc (campaign hat) de tipus Stetson (vers 1870)
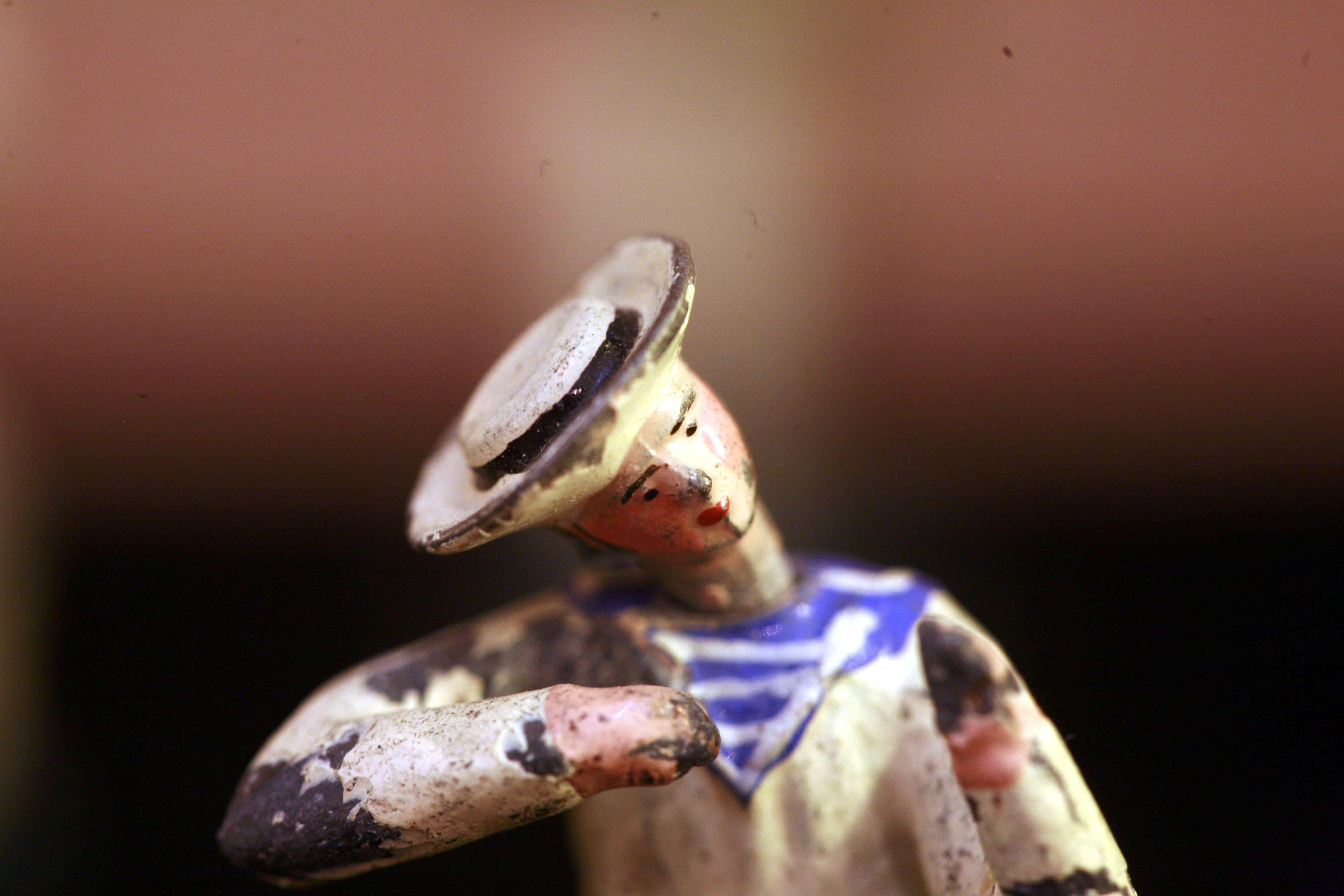
Mariner francès (1884) amb canotier. Soldat de plom, Musée de la Marine de Paris
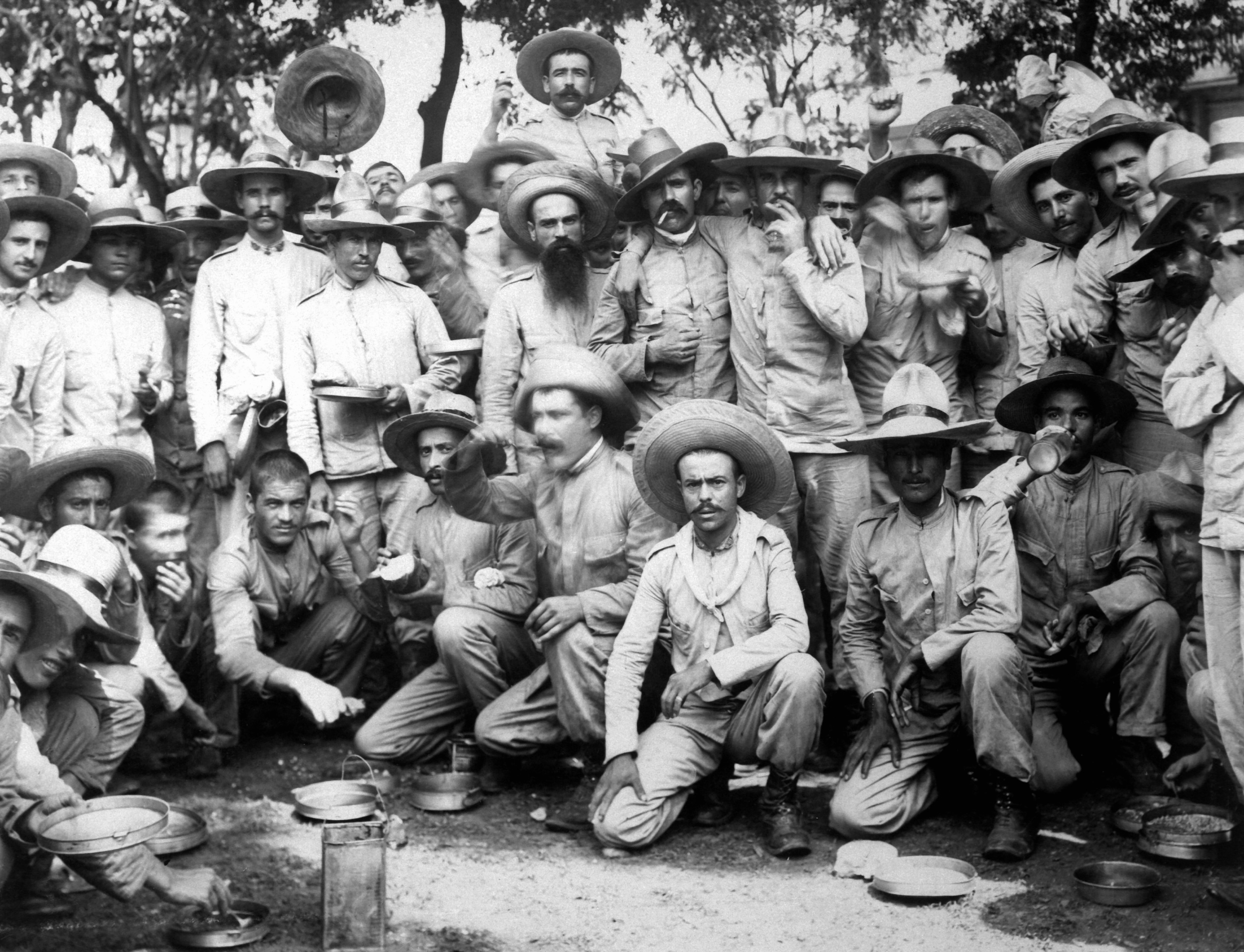
Soldats espanyols a Cuba (1898) amb barret de palla (jipijapa)
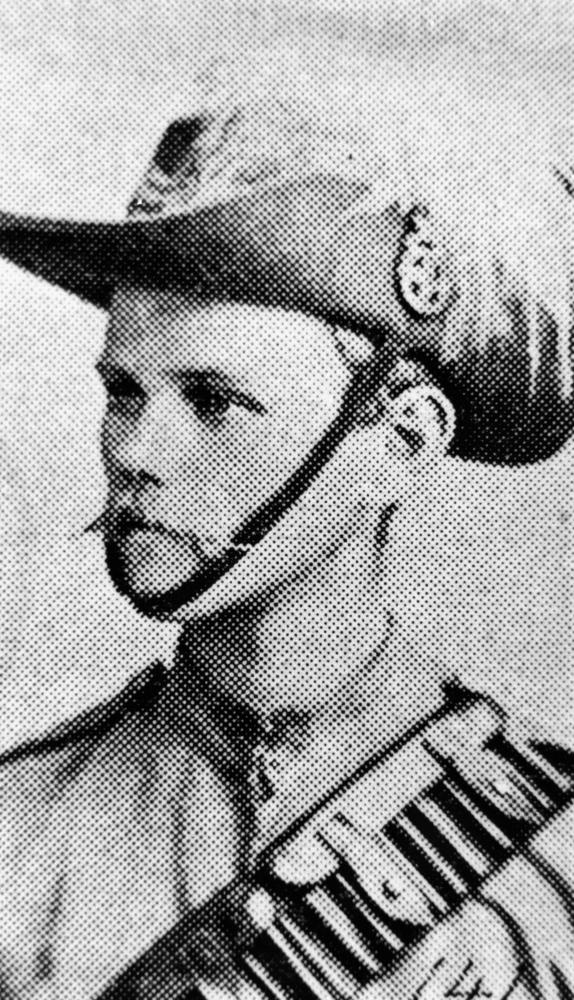
Soldat australià (1900) amb xamberg (slouch hat)
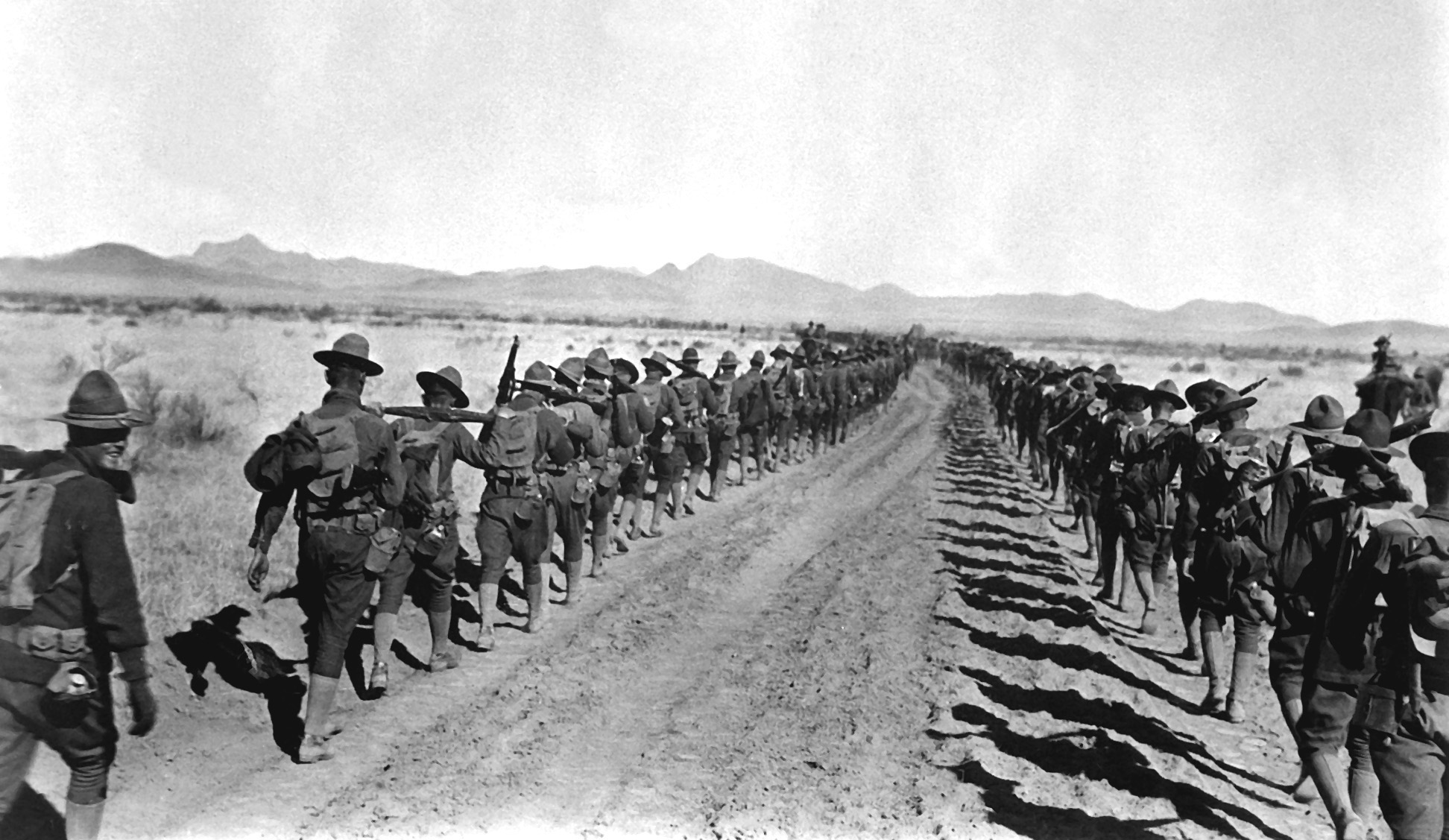
Soldats estatunidencs (1916) amb barrets Montana peak
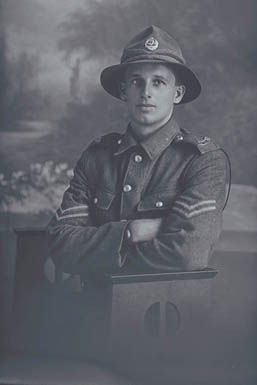
Caporal neozelandès (1916) amb barret lemon squeezer
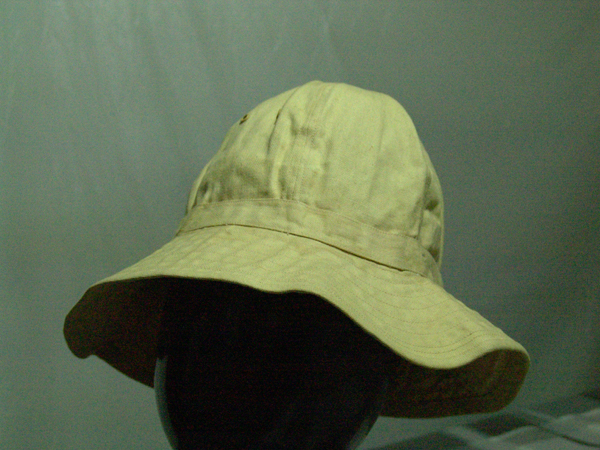
Barret de campanya espanyol model 1920/26 (sombrero de lona pespunteada, sovint anomenat chambergo)
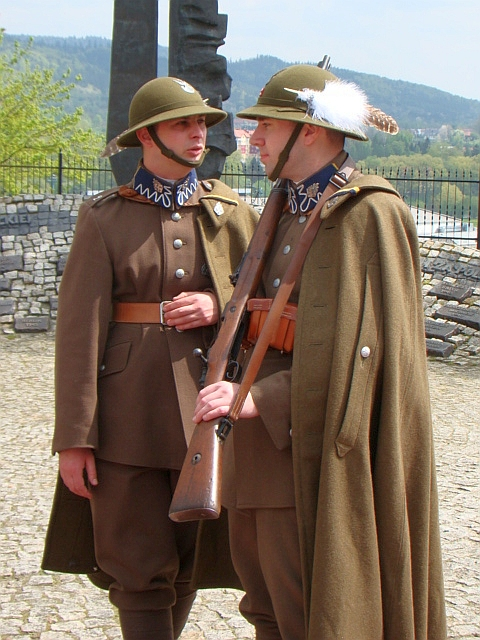
Fusellers de Podhale amb el característic kapelusz podhalański
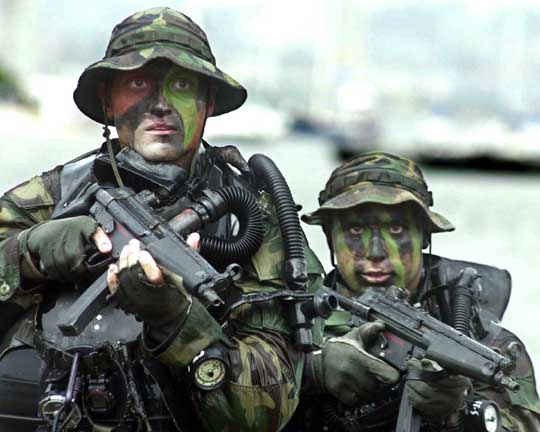
Navy SEALs estatunidencs amb boonie hat
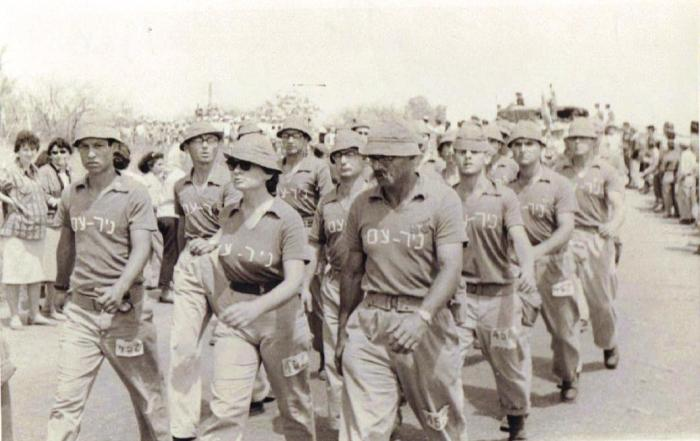
Soldats israelians (1960) cofats de kova témbel
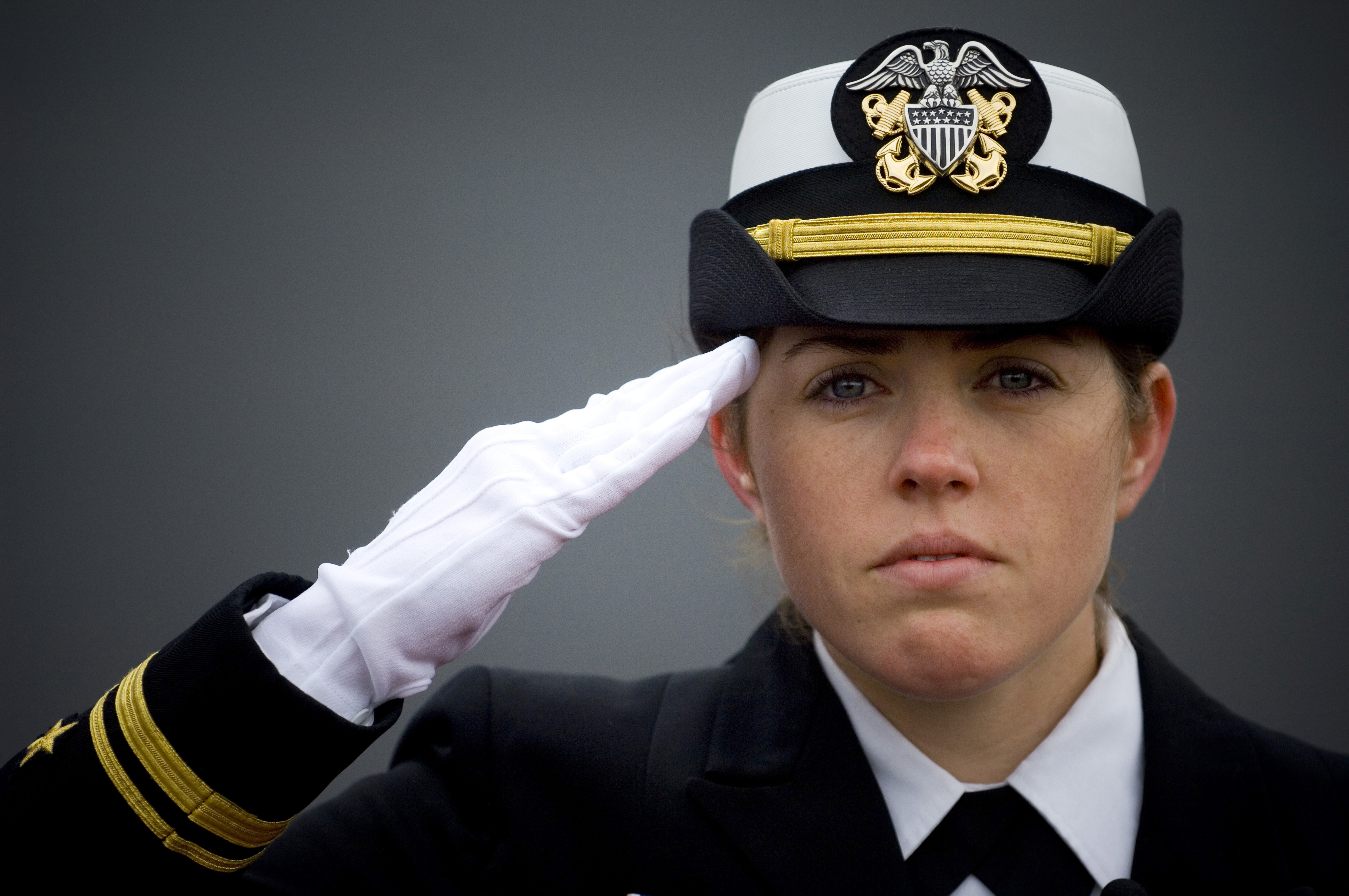
Típic barret militar femení actual (Armada estatunidenca)